# Elasmogorgia filiformis
Elasmogorgia filiformis is een zachte koraalsoort uit de familie Plexauridae. De koraalsoort komt uit het geslacht Elasmogorgia. Elasmogorgia filiformis werd in 1889 voor het eerst wetenschappelijk beschreven door Wright & Studer. 